# هر زمان که گلها شکوفا می‌شوند
هر زمان که گلها شکوفا می‌شوند (به هندی: Jab Jab Phool Khile) و (به انگلیسی: Whenever the flowers bloomed) فیلمی هندی محصول سال ۱۹۶۵ و به کارگردانی سورج پرکاش است. در این فیلم بازیگرانی همچون شاشی کاپور، ناندا، شامی و آقا ایفای نقش کرده‌اند.